# Hemerobius micans
Hemerobius micans är en insektsart som beskrevs av Olivier 1792. Hemerobius micans ingår i släktet Hemerobius och familjen florsländor. Arten är reproducerande i Sverige. Inga underarter finns listade i Catalogue of Life.